# Brendan Augustine
Pour les articles homonymes, voir Augustine.
Brendan Augustine (né le 26 octobre 1971 à East London) est un footballeur international sud-africain.